# Realsmühle
Realsmühle ist ein Gemeindeteil des Marktes Allersberg im Landkreis Roth (Mittelfranken, Bayern). Realsmühle liegt in der Gemarkung Ebenried.

## Lage
Die Einöde liegt auf freier Flur am rechten Ufer der Schwarzach. Hier befindet sich das Naturschutzgebiet Vogelfreistätte Schwarzachwiesen. Eine Gemeindeverbindungsstraße führt nach Schöllnhof zur Staatsstraße 2220 (1 km südlich) bzw. zu einer Gemeindeverbindungsstraße (0,5 km nördlich), die westlich nach Ebenried zur Kreisstraße RH 8 bzw. östlich zur Staatsstraße 2237 verläuft.

## Geschichte
1364 wurde Realsmühle erstmals urkundlich erwähnt.
Realsmühle gehörte zur Realgemeinde Ebenried. Gegen Ende des 18. Jahrhunderts gab es in Realsmühle zwei Anwesen. Das Hochgericht und die Grundherrschaft übte das pfalz-neuburgische Landrichteramt Allersberg aus.
Im Rahmen des Gemeindeedikts (frühes 19. Jahrhundert) wurde Realsmühle dem Steuerdistrikt und der Ruralgemeinde Ebenried zugewiesen. Am 1. Januar 1972 erfolgte im Zuge der Gebietsreform in Bayern die Eingemeindung nach Allersberg.

### Einwohnerentwicklung
| Jahr      | 001818 | 001836 | 001861 | 001871 | 001885 | 001900 | 001925 | 001950 | 001961 | 001970 | 001987 |
| Einwohner | 5      | 6      | *      | 8      | 6      | 9      | 4      | 10     | 3      | 5      | 4      |
| Häuser    | 1      | 1      |        |        | 1      | 1      | 1      | 1      | 1      |        | 1      |
| Quelle    | [ 10 ] | [ 11 ] | [ 12 ] | [ 13 ] | [ 14 ] | [ 15 ] | [ 16 ] | [ 17 ] | [ 18 ] | [ 19 ] | [ 1 ]  |

## Religion
Realsmühle ist römisch-katholisch geprägt und war ursprünglich nach St. Blasius (Mörsdorf) gepfarrt, heute ist die Pfarrei Mariä Himmelfahrt (Allersberg) zuständig. Die Einwohner evangelisch-lutherischer Konfession gehören zur Pfarrei Ebenried.